# Vilmos Zsolnay

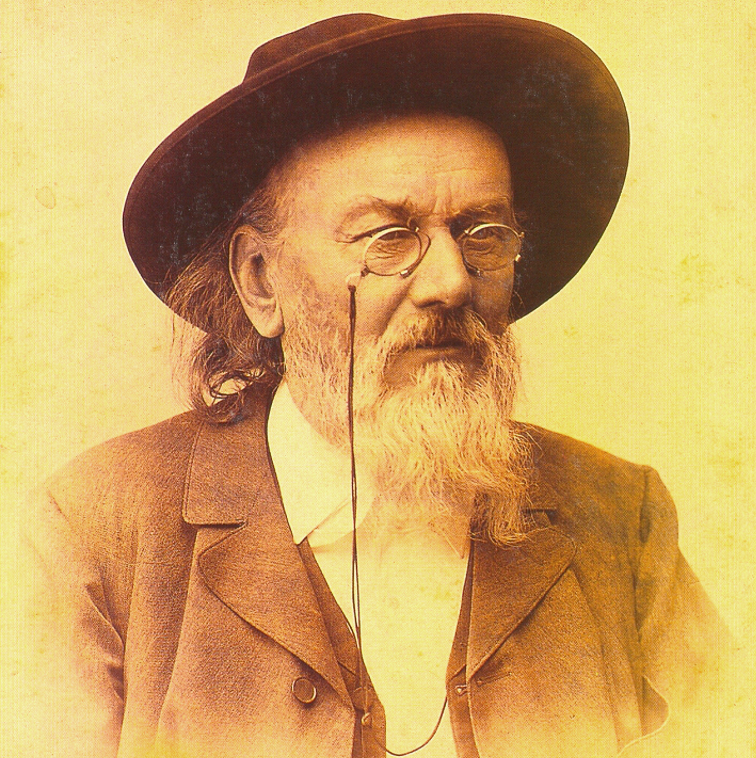
Vilmos Zsolnay

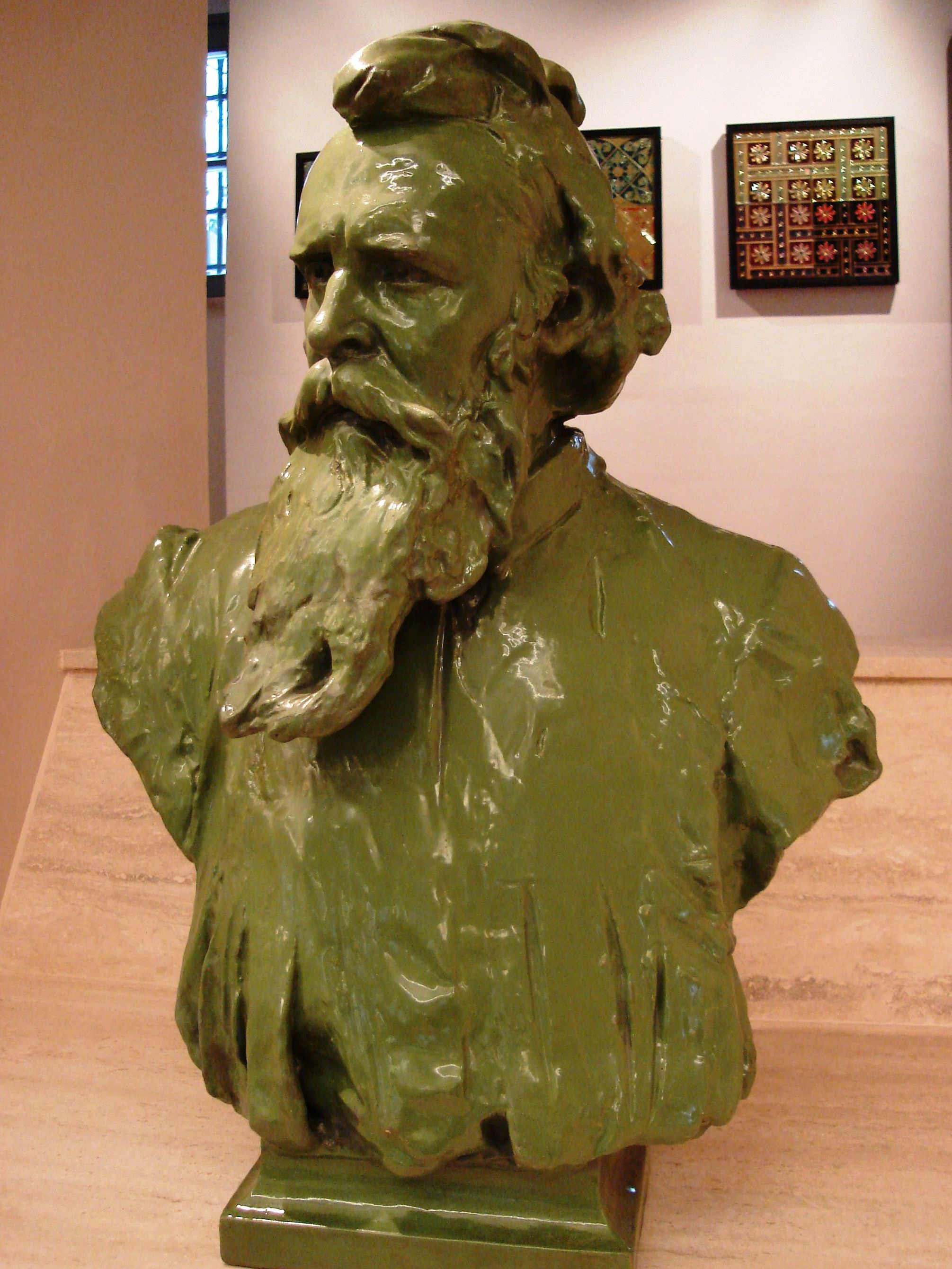
Büste von Vilmos Zsolnay

Vilmos Zsolnay (* 19. April 1828 in Pécs; † 23. März 1900 ebenda) war ein ungarischer Keramikkünstler und Großindustrieller. 

## Biografie
Obwohl er Maler werden wollte, übernahm er dem Wunsch seines Vaters folgend 1853 das Familienunternehmen, die 1852 gegründete Zsolnay Porzellanmanufaktur, und zehn Jahre später die Lehmwarenfabrik seines Bruders. Während er die Manufaktur ausbaute, ist er bildender Künstler geblieben. Besonders wichtig war ihm die Entwicklung neuer Keramikmaterialien. Seine Erfindungen sind die Porzellanfayence und der zur Dekoration von Gebäuden verwendete, gefrierfeste Pyrogranit.
Zusammen mit Vince Wartha entwickelte er die Lüster-Technik mit Eosin zur Verfeinerung der Keramiken. In seiner Fabrik wandte er dieses Verfahren als erster an Schmuckgegenständen an. Ab 1873 war er mit dieser Erfindung in inländischen und ausländischen Ausstellungen erfolgreich. Als Höhepunkt seiner Karriere erhielt er Goldmedaillen bei der Pariser Weltausstellung 1878 und wurde in die französische Ehrenlegion aufgenommen. Später erhielt er den Franz-Joseph-Orden sowie die Ehrenbürgerschaft der Stadt Pécs.
Als Designer war er der erste bedeutende Arbeitgeber für bildende Künstler, wie z. B. Ármin Klein. Wichtige Architekten seiner Zeit verwendeten mit Vorliebe die Gebäudekeramik von Zsolnay, darunter:
- Imre Steindl
- Ödön Lechner
- Aladár Árkay
- Flóris Korb
- Kálmán Giergl
- Béla Lajta
- Samu Pecz
- Frigyes Schulek

Nach seinem Tod führte sein Sohn Miklós Zsolnay die Manufaktur fort, in der er bereits zu Lebzeiten des Vaters eine entscheidende Rolle spielte. Seine letzte Ruhestätte fand Vilmos Zsolnay in einem Mausoleum, das Miklós Zsolnay auf einem Hügel unmittelbar nördlich der Fabrik errichten ließ.
Die Fabrik ist heute noch in Betrieb. Nach der Verstaatlichung erhielt sie den Namen Pécsi Porcelángyár („Pécser Porzellanfabrik“). Sie ist für die Fertigung künstlerischer Keramiken und die Verarbeitung von Eosin bekannt.

## Galerie

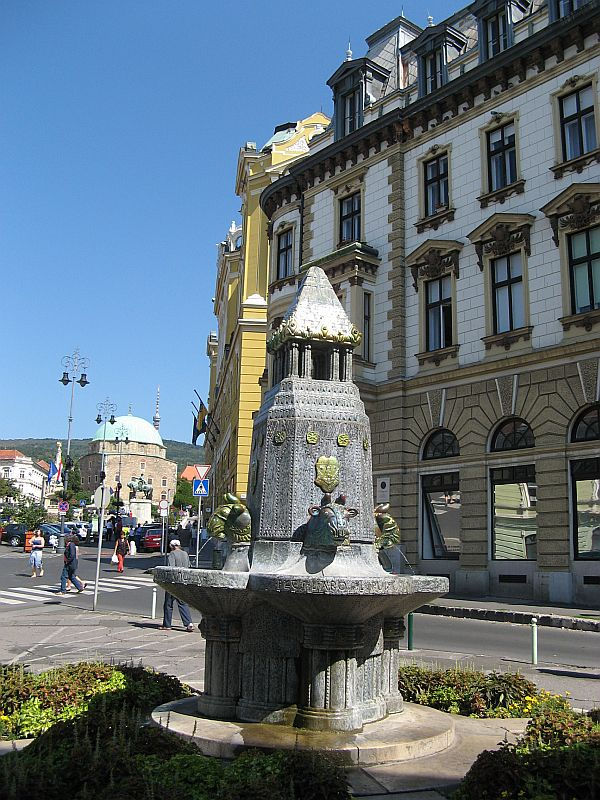
Der Zsolnay-Brunnen in Pécs
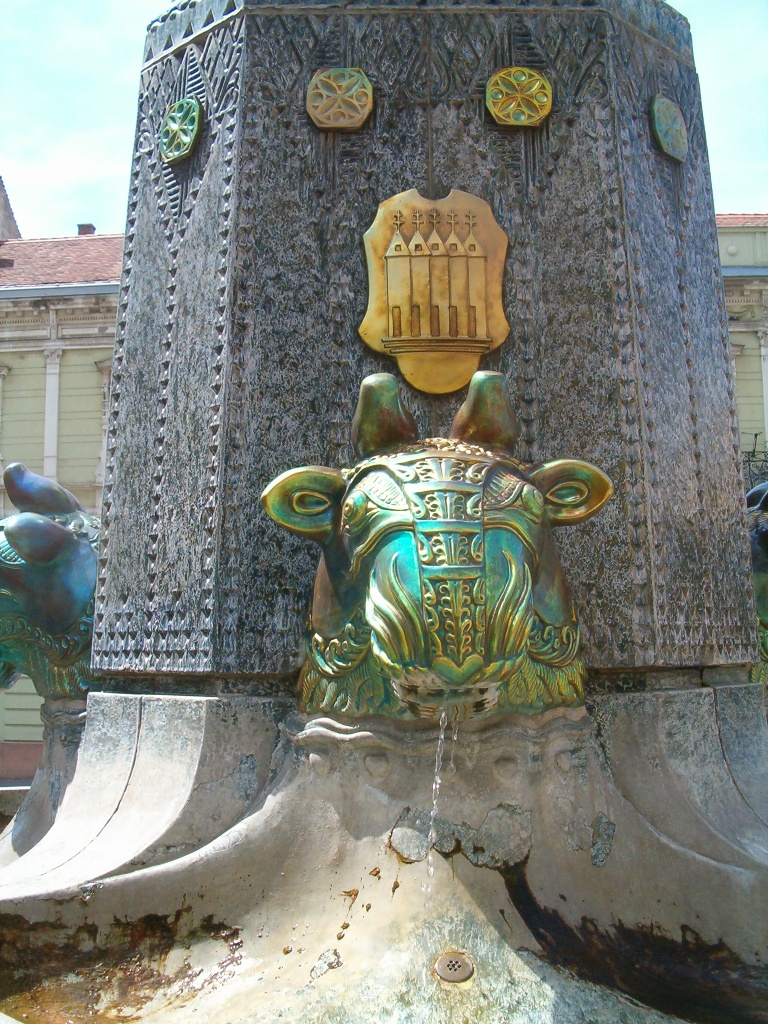
Der Zsolnay-Brunnen in Pécs (Ausschnitt)
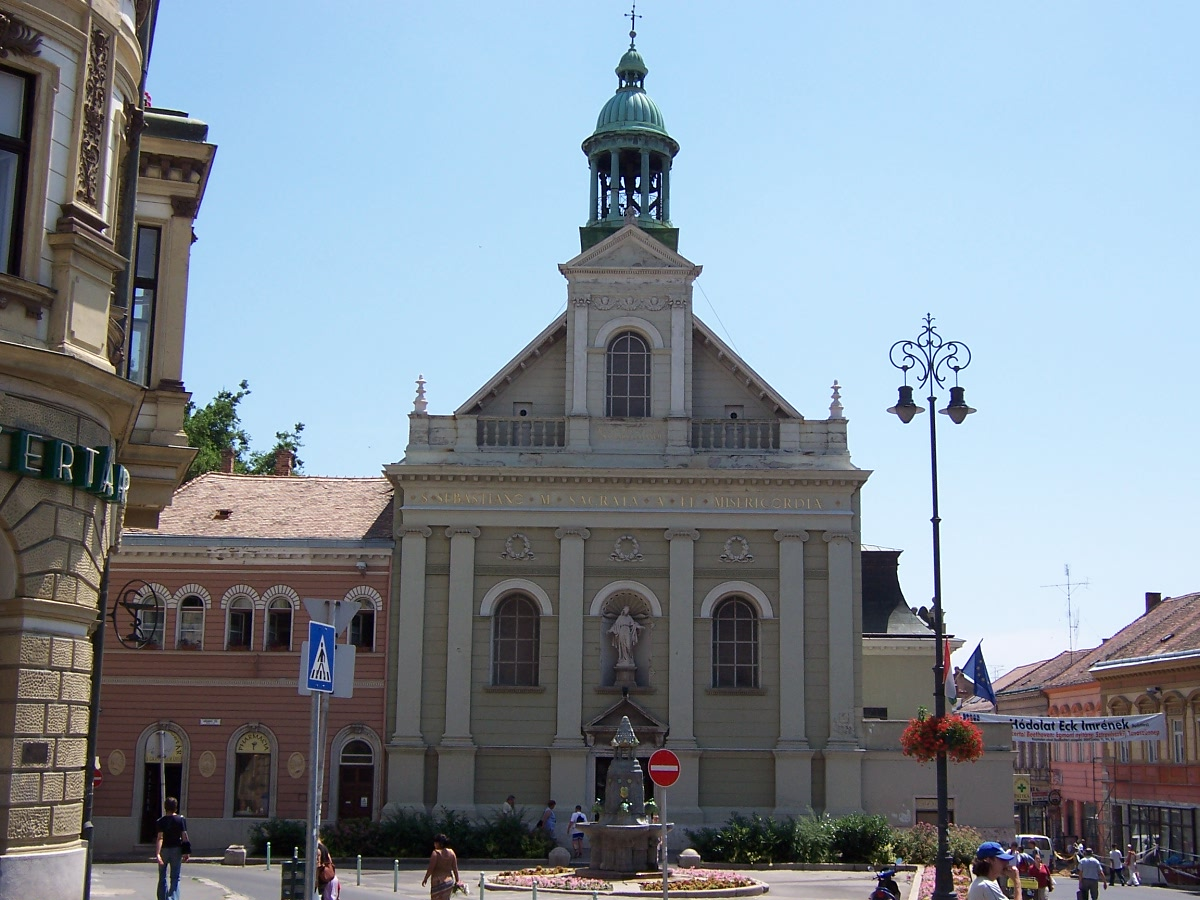
Der Brunnen mit dem Gebäude der Barmherzigen Brüder von Maria Hilf im Hintergrund
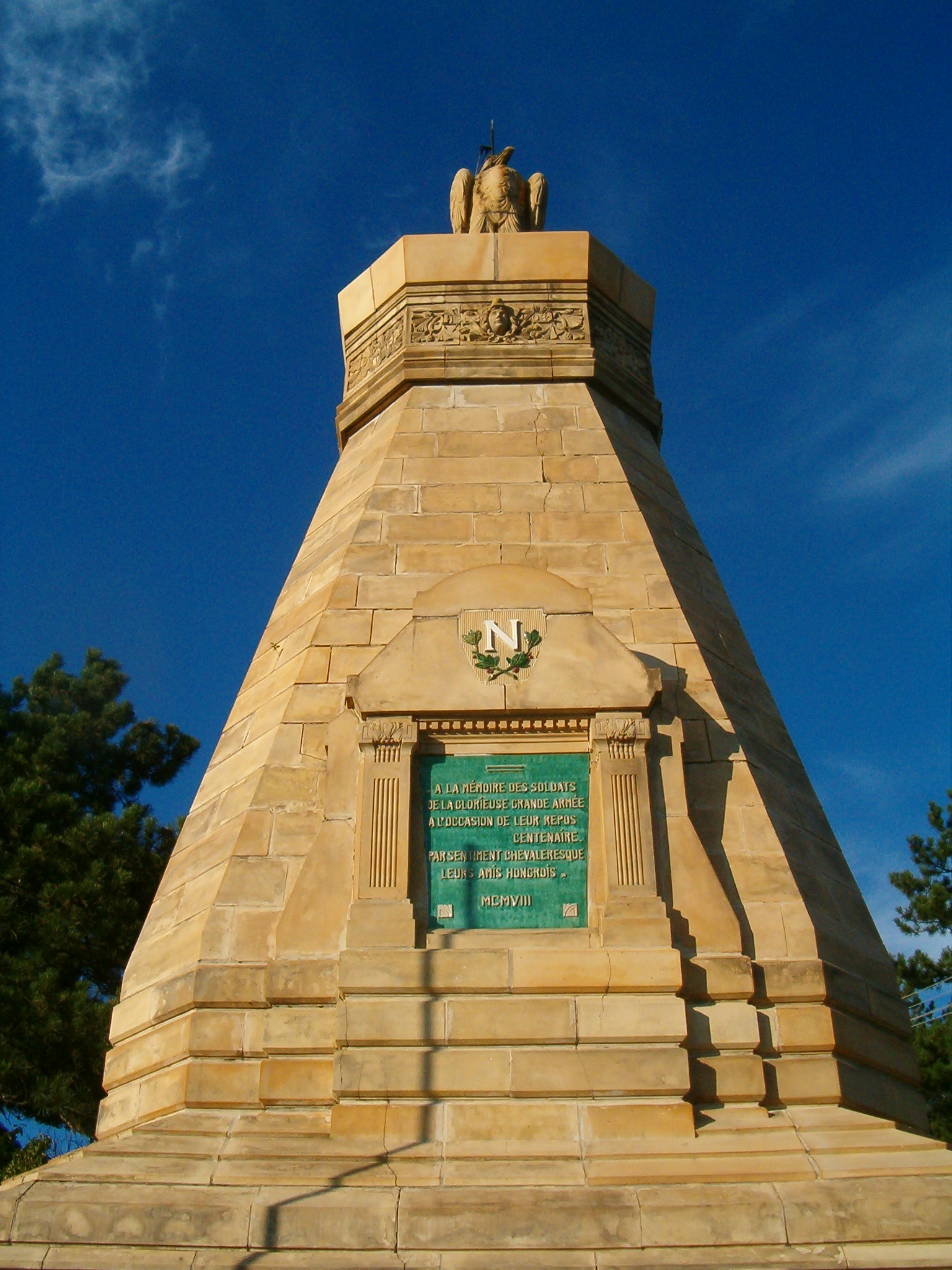
16 m hohes Denkmal für in den Jahren 1809/1810 gefallene französische Soldaten